# Grete Pagan
Grete Pagan (geboren 1983 in Stuttgart) ist eine deutsche Theaterregisseurin. Sie ist seit der Spielzeit 2022/2023 Intendantin des Jungen Ensembles Stuttgart.

## Leben und Wirken
Pagan war von 2004 bis 2007 Regieassistentin am Jungen Ensemble Stuttgart. Sie studierte Schauspielregie an der Hochschule für Musik und Theater Hamburg, was sie 2012 abschloss. Seitdem arbeitete sie als freie Regisseurin mit einem Schwerpunkt im Bereich Kinder- und Jugendtheater, unter anderem am Jungen Ensemble Stuttgart, an der Schauburg München, dem Grips-Theater Berlin und dem Jungen Nationaltheater Mannheim. 
Seit 2010 arbeitet Pagan auch als Übersetzerin englischsprachiger Theatertexte ins Deutsche, insbesondere für den Theaterstückverlag in München. 2014, 2016, 2018 und 2012 übernahm sie die Organisationsleitung des Internationalen Theaterfestivals Schöne Aussicht am Jungen Ensemble Stuttgart. Im Jahr 2021 kuratierte sie darüber hinaus das Augenblick Mal!-Festival des jungen Theaters in Berlin, das als bedeutendstes Theaterfestival für junges Publikum in Deutschland gilt.
Im Januar 2018 schloss sie den Weiterbildungsstudiengang Theater- und Musikmanagement an der Ludwig-Maximilians-Universität München ab. Seit Herbst 2019 ist sie Mitglied des Kuratoriums des Landesverbandes der Kunstschulen Baden-Württemberg. Sie wurde in der Nachfolge von Brigitte Dethier als neue Intendantin des Jungen Ensembles Stuttgart ab der Spielzeit 2022/2023 verpflichtet.
Pagan ist verheiratet und hat drei Kinder.

## Werke

### Übersetzungen
- 2013: Charles Way: Piraten!
- 2013: Charles Way: In einer Winternacht
- 2014: Charles Way: Rose mit Dornen
- 2014: Charles Way: Nivellis Vorstellung
- 2016: Charles Way: Infinity